# Parámetros de dispersión
Los parámetros de dispersión o parámetros-S son propiedades usadas en ingeniería eléctrica, ingeniería electrónica, e ingeniería de telecomunicaciones y se utilizan para complementar el comportamiento básico de redes eléctricas lineales cuando se someten a varios estímulos de régimen permanente por pequeñas señales. Son miembros de una familia de parámetros similares usados en ingeniería electrónica, siendo otros ejemplos: Parámetros-Y, Parámetros-Z, Parámetros-H, Parámetros-T (también llamados Parámetros-ABCD). A pesar de ser aplicables a cualquier frecuencia, los parámetros-S son usados principalmente para redes que operan en radiofrecuencia (RF) y frecuencias de microondas, ya que representan parámetros que son de utilidad particular en RF. En general, para redes prácticas, los parámetros-S cambian con la frecuencia a la que se miden, razón por la cual esta debe especificarse para cualquier medición de parámetros-S, junto con la impedancia característica o la impedancia del sistema. Los parámetros-S se representan en una matriz y por lo tanto obedecen las reglas del álgebra de matrices. Muchas propiedades eléctricas útiles de las redes o de componentes pueden expresarse por medio de los parámetros-S, como por ejemplo la ganancia, pérdida por retorno, relación de onda estacionaria de tensión (ROEV), coeficiente de reflexión y estabilidad de amplificación. El término 'dispersión' (del inglés, scattering) es probablemente más común en ingeniería óptica que en ingeniería de RF, pues se refiere al efecto que se observa cuando una onda electromagnética plana incide sobre una obstrucción o atraviesa medios dieléctricos distintos. En el contexto de los parámetros-S, dispersión se refiere a la forma en que las corrientes y tensiones que se desplazan en una línea de transmisión son afectadas cuando se encuentran con una discontinuidad debida por la introducción de una red en una línea de transmisión. Esto equivale a la onda encontrándose con una impedancia diferente de la impedancia característica de la línea.

## Introducción
Para frecuencias muy bajas, la longitud de onda de la señal es mucho mayor que la de los elementos del circuito, pero según vamos aumentando la frecuencia, dicha longitud de onda se va haciendo cada vez más pequeña, por lo que las leyes de Kirchhoff dejan de tener validez (para circuitos de tamaño similar a la longitud de onda de trabajo). Además, trabajar con tensiones y corrientes se hace más difícil cada vez, ya que dependiendo de la frecuencia en la que estemos, se hace imposible hacer cortocircuitos y circuitos abiertos estables, así que aunque el concepto de tensión y corriente persiste en líneas de transmisión, son reemplazados por otros parámetros como elementos vitales para el tratamiento teórico y práctico de los circuitos de alta frecuencia.
Por supuesto, voltaje y corriente siguen siendo importantes en el estudio de estos circuitos, pero a ellos se suman situaciones nuevas, como la reflexión y la onda estacionaria, y nuevas magnitudes como el coeficiente de reflexión. Además, se le da más importancia a otras magnitudes como puede ser la Potencia. Entre las herramientas imprescindibles que surgen para el análisis, el diseño y la interpretación de este nuevo modelo hay dos de especial importancia: los parámetros S y la Carta de Smith.

## La matriz de parámetros-S genérica
Para la definición de una red multi-puerto genérica, se asume que todos los puertos salvo el que se encuentra bajo consideración o el par de puertos bajo consideración tienen una carga conectada a ellos idéntica a la impedancia del sistema y que cada puerto tiene asignado un entero 'n' que varía de 1 a N, donde N es el número total de puertos. Para un puerto n, la definición de parámetros-S asociados se realiza en función de 'ondas de potencia' incidente y reflejada, {\displaystyle a_{n}} y {\displaystyle b_{n}} respectivamente. Ondas de potencia son versiones normalizadas de las ondas viajeras de tensión incidente y reflejada correspondientes, {\displaystyle V_{n}^{+}} y {\displaystyle V_{n}^{-}} respectivamente, de acuerdo a la teoría de líneas de transmisión. Estas están relacionadas con la impedancia del sistema {\displaystyle Z_{0}} de la siguiente manera:

{\displaystyle a_{n}={\frac {V_{n}^{+}}{\sqrt {Z_{0}}}}}

y

{\displaystyle b_{n}={\frac {V_{n}^{-}}{\sqrt {Z_{0}}}}}

Para todos los puertos de la red, las ondas de potencia reflejadas pueden definirse en términos de la matriz de parámetros-S y las ondas de potencia incidentes a través de la siguiente ecuación:

{\displaystyle {\begin{pmatrix}b_{1}\\.\\.\\.\\b_{n}\end{pmatrix}}={\begin{pmatrix}S_{11}&S_{12}&.&.&S_{1n}\\S_{21}&.&.&.&.\\.&.&.&.&.\\.&.&.&.&.\\S_{n1}&.&.&.&S_{nn}\end{pmatrix}}{\begin{pmatrix}a_{1}\\.\\.\\.\\a_{n}\end{pmatrix}}}

Los elementos de los parámetros-S se representan individualmente con la letra mayúscula 'S' seguida de dos subíndices enteros que indican la fila y la columna en ese orden de la posición del parámetro-S en la matriz de parámetros-S.
La fase de un parámetro-S es la fase espacial a la frecuencia de prueba, y no la fase temporal (relacionada con el tiempo).

## Redes de dos puertos
La matriz de parámetros-S para una red de dos puertos es probablemente la más común y sirve como base para armar matrices de órdenes superiores correspondientes a redes más grandes. En este caso, la relación entre las ondas de potencia reflejada e incidente y la matriz de parámetros-S está dada por:

{\displaystyle {\begin{pmatrix}b_{1}\\b_{2}\end{pmatrix}}={\begin{pmatrix}S_{11}&S_{12}\\S_{21}&S_{22}\end{pmatrix}}{\begin{pmatrix}a_{1}\\a_{2}\end{pmatrix}}}

Expandiendo las matrices en ecuaciones, se tiene:

{\displaystyle b_{1}=S_{11}a_{1}+S_{12}a_{2}}

y

{\displaystyle b_{2}=S_{21}a_{1}+S_{22}a_{2}}

Cada ecuación da la relación entre las ondas de potencia reflejada e incidente en cada uno de los puertos de la red, 1 y 2, en función de los parámetros-S individuales de la red, {\displaystyle S_{11}}, {\displaystyle S_{12}}, {\displaystyle S_{21}} y {\displaystyle S_{22}}. Si consideramos una onda de potencia incidente en el puerto 1 ({\displaystyle a_{1}}) pueden resultar ondas existentes tanto del puerto 1 mismo ({\displaystyle b_{1}}) o del puerto 2 ({\displaystyle b_{2}}). Sin embargo, si, de acuerdo a la definición de parámetros-S, el puerto 2 está terminado en una carga idéntica a la impedancia del sistema ({\displaystyle Z_{0}}), entonces, debido al teorema de transferencia de potencia máxima, {\displaystyle b_{2}} será absorbida totalmente haciendo {\displaystyle a_{2}} igual a cero. Por lo tanto

{\displaystyle S_{11}={\frac {b_{1}}{a_{1}}}={\frac {V_{1}^{-}}{V_{1}^{+}}}} y {\displaystyle S_{21}={\frac {b_{2}}{a_{1}}}={\frac {V_{2}^{-}}{V_{1}^{+}}}}

De forma similar, si el puerto 1 está terminado en la impedancia del sistema, entonces {\displaystyle a_{1}} se hace cero, dando

{\displaystyle S_{12}={\frac {b_{1}}{a_{2}}}={\frac {V_{1}^{-}}{V_{2}^{+}}}} y {\displaystyle S_{22}={\frac {b_{2}}{a_{2}}}={\frac {V_{2}^{-}}{V_{2}^{+}}}}

Cada parámetro-S de una red de dos puertos tiene las siguientes descripciones genéricas:
{\displaystyle S_{11}} es el coeficiente de reflexión de la tensión del puerto de entrada
{\displaystyle S_{12}} es la ganancia de la tensión en reversa
{\displaystyle S_{21}} es la ganancia de la tensión en directa
{\displaystyle S_{22}} es el coeficiente de reflexión de la tensión del puerto de salida

### Reciprocidad
Una red será recíproca si es pasiva, lineal y con dieléctrico isótropo que influyan la señal transmitida. Por ejemplo, atenuadores, inversores, cables, divisores y combinadores son todas redes recíprocas y {\displaystyle S_{mn}=S_{nm}} en cada caso, es decir, la matriz de parámetros-S es igual a su traspuesta y además, |Sij|=|Sji|. Todas las redes que incluyen materiales anisótropos como medio de transmisión, como los que contienen componentes de ferrito serán no recíprocos. A pesar de que no necesariamente contiene ferritos, un amplificador es otro ejemplo de una red no recíproca.
Una propiedad interesante de redes de tres puertos es que no pueden ser simultáneamente recíprocas, libre de pérdidas y perfectamente adaptadas.

### Red libre de pérdidas
Una red libre de pérdidas es una en la cual no se disipa potencia, o:{\displaystyle \Sigma \left|a_{n}\right|^{2}=\Sigma \left|b_{n}\right|^{2}}. Las suma de las potencias incidentes en todos los puertos es igual a la suma de las potencias reflejadas en todos los puertos. Esto implica que la matriz de parámetros-S es unitaria, o {\displaystyle (S)^{*}(S)-(I)=0}, donde {\displaystyle (S)^{*}} es el complejo conjugado de la traspuesta de {\displaystyle (S)} e {\displaystyle (I)} es la matriz identidad.

### Red con pérdidas
Una red con pérdidas es una en la cual la suma de las potencias incidentes en todos los puertos es mayor que la suma de las potencias reflejadas en todos los puertos. Por lo tanto disipa potencia, o:{\displaystyle \Sigma \left|a_{n}\right|^{2}\neq \Sigma \left|b_{n}\right|^{2}}. En este caso {\displaystyle \Sigma \left|a_{n}\right|^{2}>\Sigma \left|b_{n}\right|^{2}}, y {\displaystyle (I)-(S)^{*}(S)>0}.